# Farsaglia
La Farsaglia (in latino Pharsalia), conosciuta anche come De bello civili ("Sulla guerra civile"), o Bellum civile ("La guerra civile"), è un poema epico latino del poeta Marco Anneo Lucano.

## Genesi
Lucano iniziò la stesura dell'opera attorno al 61 d.C., e, secondo quanto testimoniano le due Vitae di Svetonio e di Vacca tramandate nei manoscritti del "Bellum Ciuile", Lucano doveva già aver pubblicato tre libri (molto probabilmente i primi tre libri) prima del deteriorarsi dei rapporti con Nerone. Il poeta continuò la composizione del poema – nonostante l'Imperatore avesse posto il veto alla pubblicazione di qualsivoglia opera di Lucano –, che però rimase incompleto poiché, a causa del suo probabile coinvolgimento nella Congiura di Pisone, il poeta venne costretto a suicidarsi (65 d.C.). Tutti i dieci libri ci sono pervenuti; l'ultimo termina bruscamente con Cesare asserragliato a Faro insieme alle sue truppe ad Alessandria d'Egitto e con l'apparizione di Sceva.

## Struttura e trama
Libro I: il poema si apre con la canonica esposizione della materia trattata. Con una breve introduzione, il poeta lamenta l'orrore dell'idea stessa di guerra civile; è presente inoltre un lungo elogio di Nerone, che secondo alcuni studiosi, tra i quali specialmente Narducci 2002, cela in realtà un anti-elogio fortemente derisorio. Si ricapitolano poi gli eventi che hanno portato alla guerra. Si introduce quindi la figura di Cesare, fermo in Gallia Cisalpina, al di sopra del limite invalicabile del pomerium. Nonostante la personificazione della Patria lo ammonisca accoratamente di deporre le armi, il condottiero attraversa il Rubicone, raduna le truppe e marcia sull'Urbe. Lungo la marcia è raggiunto da Curione. Il libro termina con scene di panico nella città, terribili prodigi e visioni di disastri futuri.
Libro II: in questo clima di disperazione, alcuni veterani rievocano la precedente guerra civile tra Mario e Silla, presagendo che lo scontro imminente sarà ben più terribile. Il poeta presenta quindi Bruto che tenta di distogliere Catone dal desiderio di prendere parte alla guerra civile: Catone risponderà con un ampio discorso che è impossibile restare inermi a guardare la fine della res publica senza tentare di fare nulla per impedirlo: il crollo di Roma coincide, secondo Catone e secondo Lucano, con la fine dell'universo. Catone decide dunque di schierarsi dalla parte di Pompeo, celebra delle nuove nozze con l'ex-moglie Marzia e si dirige al fronte. Cesare procede nella marcia in Italia ma è rallentato dall'azione coraggiosa di Domizio. Tenta dunque di bloccare Pompeo a Brindisi, ma quest'ultimo riesce a scappare in Grecia.
Libro III: mentre sta salpando, a Pompeo appare in sogno la defunta moglie Giulia, figlia di Cesare, che come una Furia gli predice con odio terribili sventure. Cesare fa ritorno a Roma e ne spoglia l'Aerarium, mentre Pompeo passa in rassegna gli alleati orientali. Cesare si dirige quindi verso la Spagna, ma è trattenuto dal lungo assedio di Massilia. Alla fine la città capitola grazie ad un sanguinoso scontro navale.
Libro IV: la prima metà del libro è occupata dalla campagna di Spagna in cui Cesare sconfigge Afranio e Petreio. Intanto, le forze pompeiane riescono a sconfiggere dei soldati cesariani tra i quali Vulteio e i suoi, che avevano cercato rifugio su una zattera e che preferirono uccidersi a vicenda piuttosto che cadere prigionieri. Il libro si chiude con la campagna in Africa del cesariano Curione, che però è sconfitto e ucciso da Giuba di Numidia.
Libro V: i consoli chiamano il senato, che era sparso per il Mediterraneo per assolvere gli obblighi di guerra, in Epiro, e convocano un'assemblea che ha lo scopo sia di convincere il Senato che il suo potere sia rimasto immutato, nonostante i senatori si trovino ora in esilio; parla il console Lentulo, che termina il proprio discorso esortando il Senato a nominare Pompeo " dux", comandante supremo del partito senatorio. Una volta che Pompeo è stato insignito legittimamente del comando supremo, Appio consulta l'oracolo di Delfi per apprendere la propria sorte nella guerra, ma ottiene una profezia incomprensibile. In Italia Cesare, dopo aver sedato una rivolta dei soldati, marcia su Brindisi per attraversare l'Adriatico e scontrarsi con Pompeo. Prima che l'intero esercito possa compiere la traversata, scoppia una tempesta che rende il passaggio impossibile per le truppe rimaste in Italia sotto Antonio. Cesare prova a recapitare di persona un messaggio al suo luogotenente ma scampa di poco all'annegamento. Alla fine la tempesta si placa e i due eserciti riuniti si fronteggiano. Pompeo mette l'amata moglie Cornelia al sicuro sull'isola di Lesbo.
Libro VI: Pompeo è costretto ad asserragliarsi a Durazzo, dove viene descritta la morte eroica di Sceva, soldato di Cesare; ma dopo uno scontro favorevole ai pompeiani i cesariani sono costretti a riparare in Tessaglia, di cui si descrive diffusamente il selvaggio scenario. Il resto del libro segue Sesto, figlio degenere di Pompeo, che si reca da Eritto, la più potente strega della regione, per conoscere il futuro. La maga rianima il cadavere di un soldato con una spaventosa cerimonia; il morto predice la sconfitta di Pompeo, la rovina di Roma e l'assassinio di Cesare.
Libro VII: i soldati desiderano scontrarsi, ma Pompeo è riluttante ad attaccare, finché non è convinto dai suoi, tra cui Cicerone. Segue lo scontro decisivo, la battaglia di Farsalo: i cesariani hanno la meglio, e Lucano interviene direttamente lamentando la perdita della libertà. Cesare è assetato di sangue e si distingue per la sua crudeltà: si fa beffe di Domizio morente e nega gli onori funebri ai pompeiani. Bestie selvatiche si nutrono dei cadaveri mentre il poeta leva ancora il suo lamento.
Libro VIII: Pompeo fugge a Lesbo e si ricongiunge alla moglie, quindi si reca in Cilicia e considera le opzioni che gli rimangono. Decide di cercare rifugio ed aiuto in Egitto, ma il Faraone teme la vendetta di Cesare e progetta di assassinare Pompeo mentre sbarca. Quest'ultimo sospetta il tradimento; consola quindi la moglie, e rema da solo fino alla spiaggia, dove viene ucciso e decapitato accettando il suo fato alla maniera stoica. Il corpo è gettato in mare, ma è spazzato a riva dalle onde ed un certo Cordo gli dà umile sepoltura.
Libro IX: la moglie di Pompeo piange il fato del marito, mentre Catone diviene la nuova guida della causa del senato. Conduce eroicamente le truppe attraverso la tremenda calura e i serpenti velenosi del deserto africano per tentare di raggiungere l'alleato Giuba; lungo il percorso, si imbatte nell'oracolo di Zeus Ammone ma rifiuta di consultarlo, convinto che nessun oracolo sia in grado di predire il futuro e che l'unica verità che è stata a tutti profetizzata al momento della nascita sia la propria morte. Cesare visita Troia e onora gli spiriti dei suoi antenati. Poco dopo arriva in Egitto; quando gli emissari del Faraone gli presentano il capo di Pompeo, Cesare nasconde la sua gioia e si finge addolorato e sdegnato ricordando la parentela che lo legava al defunto.
Libro X: Cesare è sedotto da Cleopatra, sorella di Tolomeo; visita poi la tomba di Alessandro Magno, che considera un suo predecessore. Si tiene un fastoso banchetto; segue una lunga discussione sulle sorgenti del Nilo con il sacerdote Acoreo. Il cinico Potino, principale tutore del giovane re, intende far assassinare Cesare ma è ucciso mentre i romani attaccano il palazzo. Un altro notabile egiziano, Ganimede, compie un ulteriore tentativo ed il poema si chiude bruscamente mentre Cesare combatte per salvarsi.

## Il mondo poetico e concettuale di Lucano

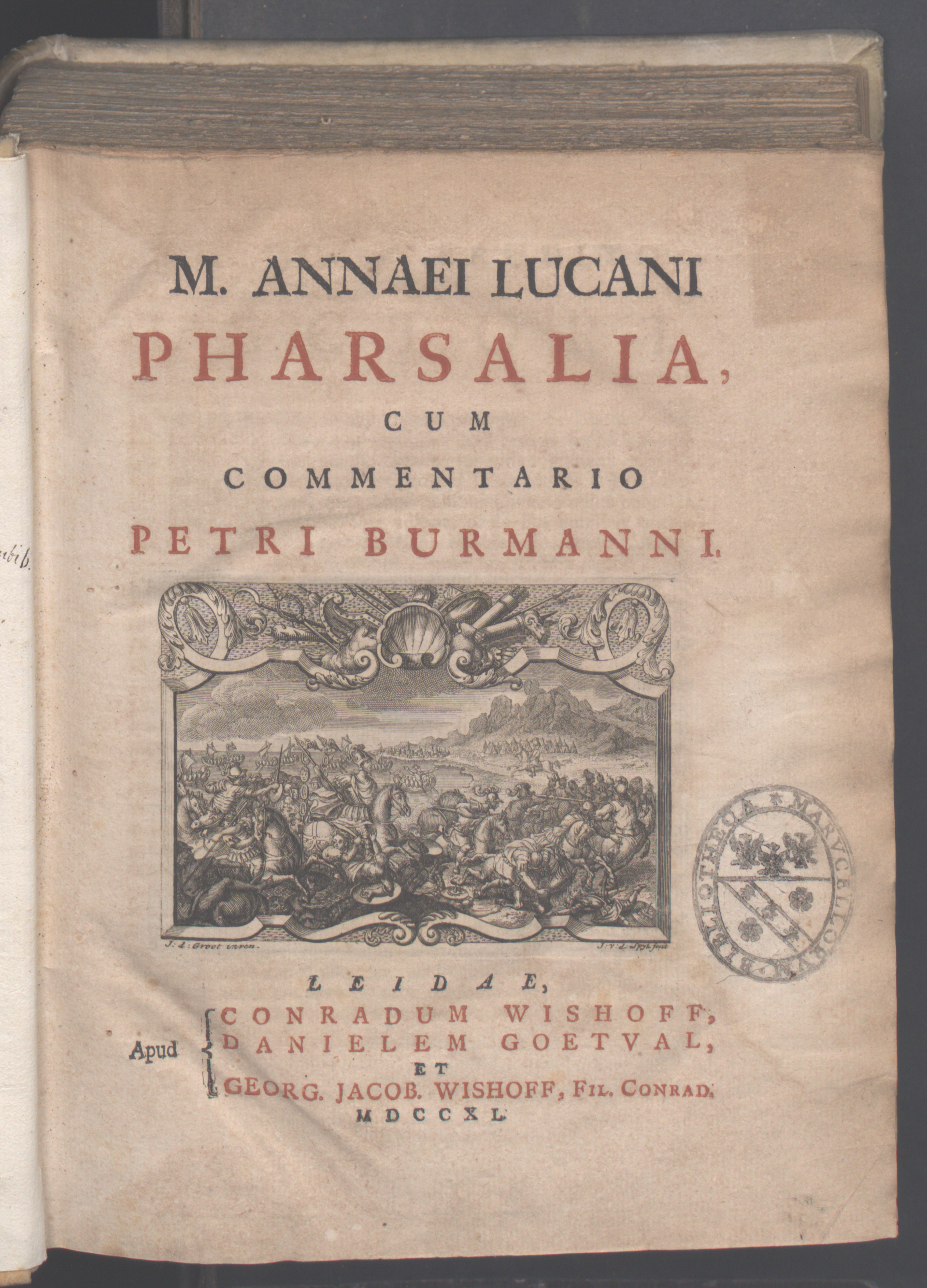
Edizione della Farsaglia, 1740. Da BEIC, biblioteca digitale

### Una "Antieneide"
Il modello di Lucano doveva essere principalmente Virgilio. Si pensa, infatti, che l'opera dovesse essere idealmente composta da 12 libri (come quelli del poema virgiliano) e che fu poi interrotta a causa della morte dell'autore. L'intento di Lucano è, però, quello di ribaltare il modello dell'epos tradizionale, sostituendo la storia al mito: gran parte della critica definisce, in un modo forse semplicistico, il poema di Lucano come una "Antieneide": all'eroe Enea vengono sostituiti tre personaggi principali, un eroe passivo e destinato sin dalla sua prima apparizione nel poema al fallimento, Pompeo, un eroe negativo e tirannico, Cesare, e un eroe positivo, Catone, destinato a perire tragicamente insieme a Roma stessa. Si tende a paragonare la scelta di Virgilio di cantare l'inizio e la gloria di Roma con la scelta opposta di Lucano di cantare la fine della Roma repubblicana e la fine di tutti gli ideali. 

#### Cesare, Pompeo, Catone
Per quanto riguarda i rapporti con il poema virgiliano, molte sono le differenze. Il Bellum civile è il poema del dissenso fin dal fatto che ha ben tre protagonisti, ossia Cesare, Pompeo e Catone, nessuno dei quali è però un vero protagonista: Cesare è il tiranno che ha distrutto la Repubblica, affamato di potere e violenza; Pompeo è l'antico campione dei valori repubblicani, caratterizzato nella prima parte del poema dalla sua inettitudine e dalla sua incapacità di affrontare Cesare; Catone è il campione della legalità repubblicana e l'unico personaggio positivo del poema, che rappresenta l'incarnazione del nuovo saggio stoico, che non aderisce spontaneamente alla volontà del destino, ma ricerca la giustizia unicamente nella sua coscienza, ma non di meno non occupa una posizione di protagonista, forse perché la morte prematura impedì a Lucano di scriverne il momento di maggior gloria, vale a dire il suicidio stoico a Utica. Cesare è un concentrato di qualità negative, quali l'irascibilità, la mancanza di rispetto per gli sconfitti, e in generale lo scarso autocontrollo. Il passaggio del Rubicone, nel pensiero di Lucano, rappresenta un atto di sfida e di sovvertimento della morale comune da parte di un condottiero, appunto Cesare, assetato di potere e descritto con tratti animaleschi:
(Pharsalia libro 1, 208-212)
Cesare ricopre il ruolo di dominatore; la sua forte personalità viene esplicitata più volte e il lettore ne deriva la convinzione che l'unica legge che vale per il tiranno, che ha sfidato il senato e il potere della repubblica, sia solo quella del più forte, come si capisce dal discorso pronunciato ai soldati prima della battaglia di Farsàlo:
(Pharsalia, libro settimo)
Ancora, manca l'intervento divino, in quanto si tratta di un poema epico rinnovato nella tematica: non è più fondato sulla mitologia ma sulla storia. Nel Bellum civile le vicende vengono raccontate su un piano orizzontale: non ci sono gli dèi tradizionali che controllano le vicende degli umani, ma l'unica figura è l'entità astratta della Fortuna, potenza malefica, ingiusta, che non aiuta gli uomini giusti, come Pompeo, ma quelli ingiusti come Cesare, in quanto Pompeo stesso è un personaggio tragico, distrutto dagli eventi della guerra, abbandonato dalla Fortuna. In più, Lucano denuncia la mistificazione del mito e la sostituisce con la ricerca storica e con il meraviglioso, presentato, però, in modo negativo (con scene macabre).
 
Sul piano dell'interpretazione degli eventi, la guerra è vista come un male necessario, allo stesso livello di battaglia fratricida in cui, nel poema, Lucano sottolinea la condizione dei vinti: nessuna morte infatti, nemmeno quella degli eroi è gloriosa, dominata anch'essa dalla presenza di disvalori (violenza e tirannia), dove il bene viene sconfitto dal male.
 
Un altro elemento di differenza tra Eneide e Farsaglia è il furor, cioè la follia sanguinaria: in Enea, personaggio improntato alla pietas, è soltanto un sentimento momentaneo, mentre è un elemento caratterizzante del Cesare di Lucano.
Da un punto di vista geografico, infine, l'Eneide si muove da Oriente (Troia) verso l'Occidente (Roma); al contrario, la Farsaglia segue un percorso che va da Roma verso l'Egitto (la Farsaglia si conclude con gli intrighi politici della corte di Alessandria d'Egitto) e quindi dalla terra del mos maiorum alla terra simbolo della tirannia. Lo spostamento geografico simboleggia, quindi, un cambiamento politico: Roma, da Repubblica si trasforma in Impero.

### Il rapporto con le fonti
È molto probabile che Lucano, per ricostruire la narrazione, abbia usato come fonti gli scritti di Tito Livio ed i Commentarii dello stesso Cesare, nonché alcune lettere di Cicerone e la narrazione della guerra civile da parte di Seneca il Vecchio; è altresì possibile che possa avere attinto a del materiale risalente all'epoca dei fatti narrati, come quello di Asinio Pollione. Tuttavia, laddove è possibile un confronto con la storiografia dell'epoca, risulta evidente come Lucano abbia pesantemente falsato i fatti per sostenere la sua visione della storia priva del lògos - nonostante la sua adesione alla filosofia stoica -, segnata dalla violenza e dallo stravolgimento dei valori pur di raggiungere il potere. La Pharsalia è, infatti, il racconto di un crollo, della fine catastrofica di Roma, che per Lucano si identifica con l'antica res publica senatoria. Più che assistere a una rappresentazione-narrazione della guerra civile, ascoltiamo un lamento funebre per la morte di un mondo tragicamente sconvolto.
Si tratta di una guerra fratricida: un tema propriamente tragico, secondo quanto aveva osservato Aristotele, dunque estraneo agli statuti del genere epico, che non possono non risultarne scossi e modificati in profondità.

In effetti, l'opera di Lucano non intende raccontare per celebrare la grandezza di Roma, come in Nevio, Ennio e Virgilio, ma evidenziare una guerra più che civile, quasi fratricida, che porterà Roma alla distruzione. Strano, tuttavia, appare, in questo pessimismo storico, che nel proemio sia inserito l'elogio di Nerone, con il quale il poeta aveva avuto, almeno fino al 60, ottimi rapporti.
L'innovativa visione portata avanti da Lucano nella Pharsalia non attirò, almeno non del tutto, il favore dei grammatici antichi; tra tutti Servio, Quintiliano e Frontone hanno criticato la mancanza degli interventi delle divinità nell'operare umano (non tutto, nella visione degli antichi, può essere spiegato semplicemente con le imprese umane), e l'impostazione "annalistica" tipica di Quinto Ennio, che ormai non riscuoteva più successo. La descrizione dei lati più "oscuri" della guerra intestina tra Cesare e Pompeo, l'uso di versi con una fonetica in grado di trasmettere la sua visione disarmonica dell'accaduto anche tramite una disposizione insolita delle parole nei versi, sono tutte caratteristiche sottoposte alla critica intransigente dei letterati classici contemporanei a Lucano.

## Edizioni italiane
- La farsaglia, traduzione di Gaspare Cassola, Milano, F. Pogliani, 1791, voll. 1-2.
- Farsaglia, a cura di Libera Carelli, Collana Classici, Torino, UTET, 1952.
- Farsaglia, versione con testo a fronte, note e appendici di Ludovico Griffa, Prefazione di Giuseppe Pontiggia, Collezione Classici, Milano, Adelphi, 1967. - Milano, Bompiani, 1989.
- La guerra civile, o Farsaglia, Introduzione e traduzione di Luca Canali, commento di Renato Badali, Collana Bur Poesia, Milano, BUR-Rizzoli, 1981-1992; premessa al testo e note di Fabrizio Brena, Collana Classici Greci e Latini, Milano, BUR, 1997.
- La guerra civile o Pharsalia, traduzione di Nicola Lanzarone, saggio introduttivo di Paolo Esposito, commento di Valentino D'Urso, Collezione Classici greci e latini, Santarcangelo di Romagna, Rusconi, 2022, ISBN 978-88-180-3781-4.